# Joaquim Augusto Ribeiro de Sousa Filho

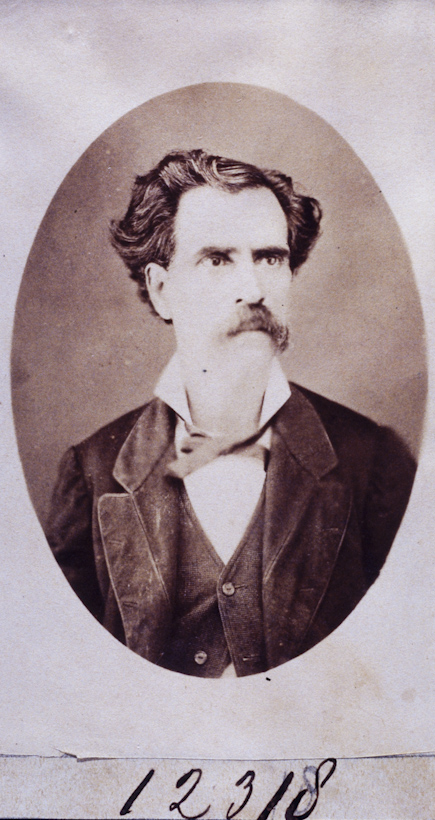
Joaquim Augusto Filho, em imagem de Militão Augusto de Azevedo.

Joaquim Augusto Ribeiro de Sousa Filho (Niteroi/RJ, 23 de janeiro de 1842 - São Carlos/SP - 24 de agosto de 1895) foi importante ator, diretor e empresário teatral em São Paulo e pioneiro no ramo gráfico e de jornal na cidade de São Carlos, interior de São Paulo.
Filho do ator dramático Joaquim Augusto Ribeiro de Sousa e de Maria Angelica de Sousa, começou cedo a atuar na Companhia Dramática. Em 1862, já atuava ao lado de seu pai e de Maria Velluti em peças como "O Pelotiqueiro" e "Luxo e Vaidade", de Joaquim Manuel de Macedo.
Em 1863, subiu ao palco paulistano para representar a comédia "Os íntimos", de Victorien Sardou. Em agosto de 1865, apresenta no Teatro de São José a peça "A noiva de 64 anos", traduzida do italiano por Maria Velluti.
Em outubro de 1868, pela Companhia de Eugénia Câmara, entra em cena ao lado de seu pai no drama "O Gonzaga", de Castro Alves. Em 1869, apresentou-se nos dramas "Os caminhos das galés" e "Manon Lescaut", traduzido por Ferreira de Menezes.
Entre 1870 e 1873, sob a direção de Joaquim Augusto Filho, a Companhia Dramática Nacional apresenta um extenso programa de operetas, dramas e comédias no Theatro São José, em São Paulo. Em 1870, são encenadas a opereta portuguesa "O Trinca-Ferro" e as comédias "Pilades e Orestes" e "Olho vivo, olho vivo contra as peneiras nos olhos".
Em 1871, a Companhia apresenta o drama "Maria Aubert ou a doida de Montmayour" e a comédia "A pantera amorosa".

Em 1871 e 1872, leva à cena a famosa "A Morgadinha de Val-Flor", de Pinheiro Chagas, representada pela primeira vez em Portugal, em 1868, no Teatro D. Maria I. Ainda em 1872, também são encenados "A Estatua de Carne", "Sonho e Realidade", "Amores de um Sacristão", "Noronha a Graça a Deus", "Os pobres de Paris", "os Difamadores" do escritor português Ernesto Biester, "Fiammina" de Mario Uchard, "O Livro Negro", "O Trapeiro de Paris", "Os mártires da Germânia" de Cardoso de Menezes, "As Asas de um Anjo" de José de Alencar, "Trabalho e Honra" de Cezar de Lacerda, "Mulher e Mãe" de Eudoro Berlink. Em Campinas, A Companhia de Joaquim Augusto participa da inauguração da estação de trem, com duas apresentações.

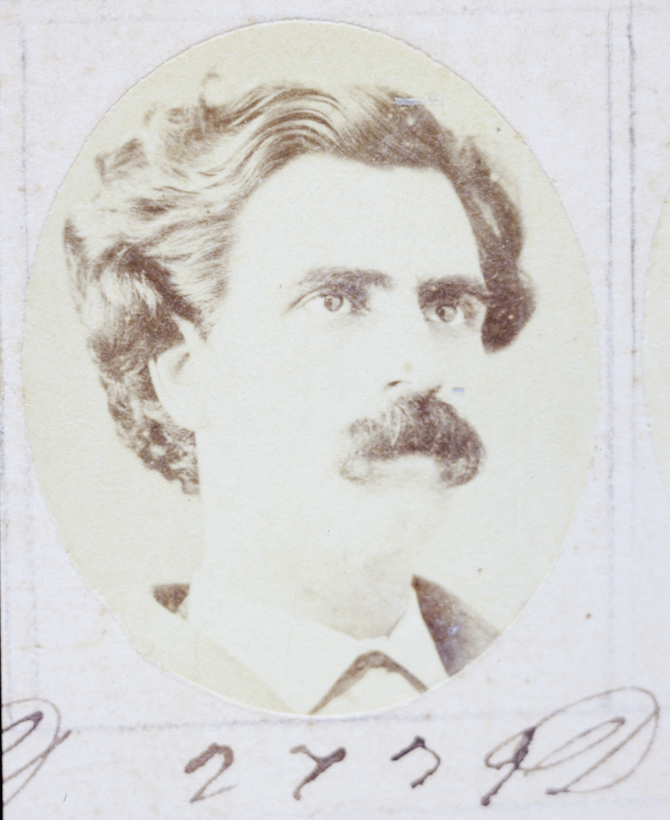
Joaquim Augusto Filho em imagem de 1871.

Com a interdição do Theatro São José, em 1873, A Companhia Dramática de Joaquim Augusto Filho passa a se apresentar no Theatro de Salão do Club Artístico, onde apresentam "A Cauda do Diabo", "Os Pupilos do Escravo", "Dois Mundos", "A República dos Pobres", "Direito por Linhas Tortas", "Seis Degraus do Crime", "O Filho Exilado", "Judas em Sábado de Aleluia", "O Fogo do Céu" e "Os Homens de Mármores" de Mendes Leal.
Em abril de 1873, Joaquim Augusto Filho e sua companhia teatral apresentaram na cidade de Itu as peças "Direito por linhas tortas", "Ventura o bom velhote", "A Cauda do Diabo" e "A República dos Pobres". No mesmo período, foram realizadas a inauguração da estação de trem e do tráfego férreo da Companhia Ytuana e a reunião do partido republicano paulista, que ficou conhecida como Convenção de Itu.

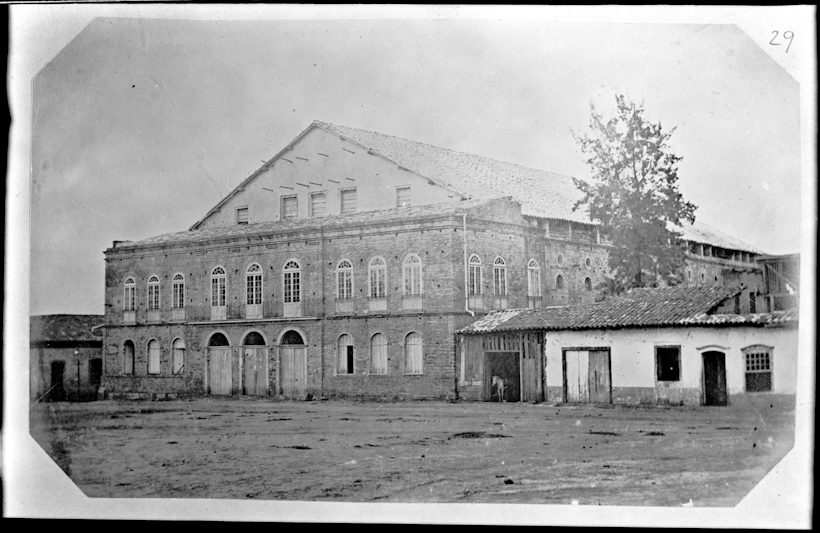
Theatro São José, palco de inúmeras peças de Joaquim Augusto Filho. Registro de Militão Augusto de Azevedo.

Sem poder se apresentar no Theatro São José, que se encontrava interditado, Joaquim Augusto Filho resolveu edificar outro teatro, denominado Teatro Provisório Paulistano. O Teatro Provisório abriu suas portas em 23 de agosto de 1873, com o drama "A Calúnia", especialmente escrito na ocasião pelo poeta Carlos Ferreira e pelo professor José Felizardo Junior. Desempenharam os principais papéis na peça os atores Dias Braga, Joaquim Augusto, Simões, Vasques, Júlia Carlota e Maria Cordal. O espetáculo começou a declamação da poesia “A Arte”, de Carlos Ferreira, pela atriz Rosina Augusta Muniz. Depois de “A Calúnia”, representou-se no Teatro Provisório “A República dos Pobres”, com a colaboração do Coral Germânia sob a direção do maestro Gabriel Giraudon.
A Empresa Albuquerque, tendo à frente o empresário Manuel Ferreira de Albuquerque e como ator principal Joaquim Augusto Filho, intentava montar no dia 8 de julho de 1877 um espetáculo para homenagear o casal imperial que se encontrava na cidade de São Paulo para festejar a abertura da linha férrea Estrada do Norte. O programa contemplaria o drama "A família do Corsário", de Desnoyer e Nus Fellet; entretanto, por falta de tempo para os ensaios, o drama fora substituído pelo espetáculo circense "Cendrillon", dirigido por José Mancini, à frente de um grupo de artistas infantis do Circo Inglês.
Em 3 de novembro de 1878, apresentou na capital de Santa Catarina o drama "Solar de Pontalec". Findo o espetáculo, Joaquim Augusto Filho foi chamado ao palco e "recebido com estrondosas rodas de palmas, ramos de flores, coroas, versos, chuva do ouro, soltando-se pombos adornados com fitas".
Na edição de 19 de janeiro de 1879, O Jornal da Tarde, de São Paulo, assim descreve a atuação de Joaquim Augusto na peça "A cigana de Paris": “Damos uma sucinta opinião, felicitando a empresa, a testa da qual se acha o laborioso sr. Joaquim Augusto, rebento de uma árvore frondosíssima, digno herdeiro de uma das maiores glórias do palco brasileiro, que, ainda ontem, em um difícil papel, deu eminentes provas do que vale como artista consciencioso, apto para qualquer gênero que adote, onde fulgura sempre o seu invejável talento, a par da arte e do estudo”.
Em junho de 1879, a Companhia de Joaquim Augusto se apresenta na inauguração do teatro de Pindamonhangaba, interior de São Paulo. No início de janeiro de 1880, Joaquim Augusto se apresenta na cidade de Santos, ao lado do também ator Eugênio de Magalhães.
Em 24 de janeiro de 1880, o Jornal da Tarde noticia uma apresentação especial no Theatro de São José em benefício do ator Joaquim Augusto, que se encontra "gravemente enfermo e retirado de cena". Ainda enfermo e impossibilitado de trabalhar, em 12 dezembro do mesmo ano, a sociedade dramática particular "Recreio Familiar do Braz" apresenta em seu benefício o drama "O guia da montanha". "O beneficiado tomou parte no drama, encarregando-se de um dos principais papéis, o qual desempenhou com satisfação geral, não obstante seu estado enfermo" relata o Jornal da Tarde do dia seguinte.
Em 27 de fevereiro de 1889, o Teatro J. Augusto encena em São Carlos "O Fantasma Branco", de Joaquim Manuel de Macedo. A visita a São Carlos foi decisiva para o futuro do diretor, que passa a residir na cidade com sua esposa e seus filhos. Em 14 de julho de 1889 lança seu primeiro jornal, "O Movimento", junto do advogado João Aranha. Em 1890, "O Movimento" dá lugar ao "Diário de São Carlos", em sociedade com Ferreira de Campos. Posteriormente fundou "O Popular", importante jornal que antecedeu o "Correio de São Carlos", fundado por seu filho Arthur Augusto Ribeiro de Souza. Joaquim Augusto Filho também foi responsável por editar o "Almanach 1894". A obra se inicia com um estudo sobre a cidade de São Carlos, de autoria do advogado e político Cincinato César da Silva Braga. Na seqüência, aparecem poemas, informações sobre autoridades e instituições locais, relação de comerciantes, industriais, profissionais liberais e produtores rurais e outras informações úteis ao moradores da cidade.